# Arne Nystad
Arne Widar Nystad, född 24 februari 1909 i Los församling, Gävleborgs län, död 11 april 2012 i Uppsala, var en svensk präst.
Nystad, som var son till sparbankskamrer Dan Anderson och Frida Sjögren, blev efter studentexamen 1932 teologie kandidat vid Uppsala universitet och prästvigdes 1939. Han var e.o. präst i Västerås stift 1939–1943, blev kyrkoadjunkt i Grängesbergs församling 1943, var komminister i Grangärde församling 1946–1964 och kyrkoherde i Bollnäs församling 1964–1977. Han blev kontraktsprost i Voxnans kontrakt 1971. Han var ledamot av Grangärde landskommuns fastighetsnämnd 1949. Han utgav Grangärde kyrka i ord och bild (1956, ny omarbetad upplaga 1981). Arne Nystad är begravd på Bollnäs kyrkogård.